# Omicroides
Omicroides (лат.) — род одиночных ос (Eumeninae). Юго-Восточная Азия.

## Описание
Осы мелких размеров (менее 1 см). Основная окраска чёрная со светлыми отметинами. Взрослые самки охотятся на личинок насекомых, которые служат кормом для развития собственных личинок осы. От близких родов отличаются следующими признаками: мезистернум с эпикнемическим килем; апикальная ламелла тергита Т2 сильно и широко вогнута медиально; пронотум без претегулярного киля; клипеус у самки выемчатый на вершине; висок в дорсальном виде короче глаза. Средние голени с одной шпорой.

## Классификация
Род был описан в 1935 году первоначально в качестве подрода Eumenes для вида Eumenes singularis Smith, 1858. До родового статуса повышен в 1961 году и его включают в состав подсемейства Eumeninae. Близок к Eumenes, у которого отсутствует с эпикнемальный киль мезистернума и апикальная ламелла тергита Т2 не вогнута медиально.